# كيم هاي-أوك
كيم هاي-أوك (مواليد 9 مايو 1958) هي ممثلة كورية جنوبية .    اشتهرت بأدوار الأم في المسلسلات الكورية.

## فيلموغرافيا

### فيلم
| سنة  | لقب                          | دور                             |
| ---- | ---------------------------- | ------------------------------- |
| 1989 | امرأة اليوم                  |                                 |
| 1991 | عاشق تيريزا                  | زوجة                            |
| 1992 | بطلنا الملتوي                | والدة هان بيونغ تاي             |
| 1993 | الحب أوه نعم!                | والدة بيونغ سو                  |
| 1993 | اثنان من رجال الشرطة         | زوجة المحقق جو                  |
| 2003 | صديقي المعلم                 | والدة كيم جي هون                |
| 2003 | عرض إظهار العرض              | والدة سان هي                    |
| 2003 | نسيم الربيع                  | سيدتي هونغ                      |
| 2004 | عروستي الصغيرة               | والدة بارك سانغ مين             |
| 2005 | هذه الفتاة الساحرة           | والدة جيونج هاي                 |
| 2005 | كرسي أخضر                    | والدة سيو هيون                  |
| 2005 | سا كوا                       | قريب سانغ هون من مسقط رأسه      |
| 2006 | الروابط العائلية             | ماي جا                          |
| 2006 | ليلة القدر                   | والدة ميونغ إيون                |
| 2006 | قديم ملكة جمال يوميات الفيلم | هاي-أوك                         |
| 2007 | وجهان من صديقتي              | والدة قو تشانغ                  |
| 2008 | عشاق ست سنوات                | والدة لي دا جين                 |
| 2008 | دو ري مي فا سو لا تي دو      | والدة يون جونغ وون              |
| 2008 | عدوي العزيز                  | السيدة. هان                     |
| 2009 | اقتلني                       | يون يو كيونغ                    |
| 2009 | الصديقات                     | والدة سونغ يي                   |
| 2010 | العصابات الشفق               | غونغ شين جا                     |
| 2011 | تعال مطر ، تعال تألق         | والدة المرأة على الهاتف ( صوت ) |
| 2011 | مشمس                         | والدة إم نا مي                  |
| 2016 | رجل وامرأة                   | والدة مون جو                    |
| 2016 | الطاولة                      | سوك هي                          |
| 2017 | يوم واحد                     | والدة سن هوا                    |
| 2019 | ابتهج ، سيد لي               | جدة سايت بيول                   |

## جوائز و ترشيحات
| سنة  | جائزة                                               | فئة                                                 | عمل معين                                       | نتيجة |
| ---- | --------------------------------------------------- | --------------------------------------------------- | ---------------------------------------------- | ----- |
| 1982 | جوائز بيكسانغ للفنون الثامنة عشر                    | أفضل ممثلة جديدة في المسرح                          |                                                | فوز   |
| 1987 | جوائز مجموعة المخرجين                               | جائزة التميز                                        |                                                | فوز   |
| 2006 | مهرجان ثيسالونيكي السينمائي الدولي السابع والأربعون | أفضل ممثلة                                          | الروابط العائلية                               | فوز   |
| 2006 | جوائز ام بي سي دراما                                | جائزة التمثيل الخاصة ، الممثلة المخضرمة             | فوق قوس قزح                                    | فوز   |
| 2006 | جوائز KBS الدرامية                                  | أفضل ممثلة مساعدة                                   | مجموعة غريبة                                   | رُشِّح   |
| 2007 | جوائز Grand Bell 44                                 | أفضل ممثلة مساعدة                                   | الروابط العائلية                               | رُشِّح   |
| 2007 | جوائز اس بي اس دراما                                | أفضل ممثلة مساعدة في مسلسل درامي                    | حب وكره                                        | رُشِّح   |
| 2007 | جوائز KBS الدرامية                                  | أفضل ممثلة مساعدة                                   | محبوب أم لا ، </br> العصر الذهبي لبنات الأبناء | فوز   |
| 2009 | جوائز اس بي اس دراما                                | أفضل ممثلة مساعدة في مسلسل درامي                    | لا تتردد                                       | رُشِّح   |
| 2009 | جوائز KBS الدرامية                                  | أفضل ممثلة مساعدة                                   | أبنائي المثاليون جدًا                           | رُشِّح   |
| 2010 | جوائز اس بي اس دراما                                | أفضل ممثلة مساعدة في دراما خاص                      | شاب سيء                                        | رُشِّح   |
| 2011 | جوائز اس بي اس دراما                                | جائزة التمثيل الخاصة ، ممثلة في دراما نهاية الأسبوع | رائحة امرأة                                    | فوز   |
| 2014 | جوائز ام بي سي دراما                                | جائزة التمثيل الذهبي ، ممثلة                        | جانغ بو ري هنا!                                | فوز   |